# Marek Rzeszotarski
Marek Rzeszotarski (ur. 18 marca 1948 w Ciechanowie) – polski urzędnik i dyplomata. Konsul Generalny RP w Hamburgu (1991–1995) .

## Życiorys
Ukończył germanistykę na Uniwersytecie Warszawskim. Był nauczycielem języka niemieckiego w Ciechanowie, następnie w Warszawie. W latach 1977–1989 pracował w Ministerstwie Oświaty i Wychowania. Od 1986 do 1990 równolegle pracował jako asystent w Instytucie Zachodnim w Poznaniu. Współpracował z Instytutem Edukacji i Nauki w Stuttgarcie, Akademią Pedagogiczną Biskupstw Hesji, był członkiem kuratorium fundacji Dönhoff. W latach 1991–1995 był konsulem generalnym w Hamburgu. Od kwietnia 1995 był dyrektorem departamentu personalnego MSZ. W MSZ pracował co najmniej do 2005.
Mieszkaniec Żoliborza. Jego ojcem był Adam Rzeszotarski, którego pamięć kultywuje w Stowarzyszeniu Żołnierzy Armii Krajowej „Żywiciel” i Miłośników Ich Tradycji.